# 佩列莫加 (米科拉伊夫卡區)
47°32′56″N 30°42′27″E / 47.54889°N 30.70750°E
佩雷莫哈（烏克蘭語：Перемога）是位於烏克蘭西南部的村莊，由敖德萨州贝雷济夫卡区的米科萊夫卡市鎮負責管轄。該村始建於1945年，面積0.5平方公里，海拔高度45米，2001年人口50，人口密度每平方公里100人。